# Grote araparkiet
De grote araparkiet (Rhynchopsitta terrisi) is een vogel uit de familie Psittacidae (papegaaien van Afrika en de Nieuwe Wereld). De vogel werd in juli 1946 ontdekt tijdens een Amerikaanse wetenschappelijke expeditie in de Oostelijke Sierra Madre in Mexico en in 1947 beschreven en vernoemd naar Terris Moore, een bestuurslid van een museum die deze expeditie mogelijk had gemaakt. Het is een bedreigde, endemische vogelsoort. 

## Kenmerken
De vogel is 40 tot 45 cm lang. Deze parkiet lijkt sterk op de gewone araparkiet maar is groter. Het is ook een parkiet met een zware snavel die daarom lijkt op een ara. De vogel is overwegend groen, met een donkerbruine vlek op de kruin die doorloopt tot het oog. Rond het oog is een gele ring. Op de schouder en op de bevederde loopbenen zitten donkerrode vlekken. De ondervleugeldekveren zijn niet geel maar grijs. De arm- en handpennen en de staartpennen lijken van onder bezien zwartachtig.

## Verspreiding en leefgebied
Deze soort is endemisch in het oostelijke deel van Mexico in de deelstaten  Nuevo León, Coahuila en Tamaulipas. De leefgebieden liggen in gemengd bos en naaldbos tussen de 2000 en 3500 m boven zeeniveau in de Oostelijke Sierra Madre. De vogel nestelt in kolonies in spleten van kalksteenrotsen.

## Status
De grote araparkiet heeft een beperkt verspreidingsgebied en daardoor is de kans op uitsterven aanwezig. De grootte van de populatie werd in 2017 door BirdLife International geschat op ongeveer 3500 individuen en de populatie-aantallen nemen af door habitatverlies. Het leefgebied wordt aangetast door ontbossing waarbij natuurlijk bos wordt omgezet (vaak door branden) in gebied voor agrarisch gebruik zoals begrazing door geiten en rundvee. Om deze redenen staat deze soort als bedreigd op de Rode Lijst van de IUCN.
Er gelden strenge beperkingen voor de handel in deze araparkiet, want de soort staat in de Bijlage I en II van het CITES-verdrag.